# Нехлуд
Нехлуд (пол. Niechłód) — село в Польщі, у гміні Свенцехова Лещинського повіту Великопольського воєводства.
Населення — 411 осіб (2011).
У 1975-1998 роках село належало до Лешненського воєводства.

## Демографія
Демографічна структура станом на 31 березня 2011 року:
|          | Загалом | Допрацездатний вік | Працездатний вік | Постпрацездатний вік |
| -------- | ------- | ------------------ | ---------------- | -------------------- |
| Чоловіки | 212     | 53                 | 136              | 23                   |
| Жінки    | 199     | 42                 | 112              | 45                   |
| Разом    | 411     | 95                 | 248              | 68                   |